# Гейзел Пламмер
Гейзел Кетлін Пламмер (англ. Hazel Plummer; 19 червня 1908 — 25 травня 2023) — американська довгожителька вік якої підтверджений Геронтологічною дослідницькою групою (GRG). Вона була 6-ю найстарішою живою людиною у світі. Також була 73-ю найстарішою людиною у світовій історії. Померла у віці 114 років, 340 днів.

## Біографія
Хазел Пламмер народилася 19 червня 1908 штат Массачусетс, США. У неї була старша сестра Грейс і два старші брати Елмер і Джордж, проте Джордж помер у віці одного року.
Після восьмого класу Хазел Пламмер пішла до ремісничого училища, щоб стати швачкою. Вона пішла працювати до висококласного дизайнера на Ньюбері-стріт у Бостоні, штат Массачусетс.
Хазел Пламмер вийшла заміж у 1935 році і мала двох дітей, Роджера та Девіда. Її чоловік працював у сталеливарній компанії, а потім у дитячому відділі універмагу.
У 1957 році сім'я переїхала до Літтлтона, штат Массачусетс, де Пламмер жила до кінця життя. Її батько помер у віці 74 років, а мати померла у віці 94 років.
У січні 2000 року її чоловік помер приблизно в 90 років, після чого Пламмер провела 17 років, живучи у своїй квартирі на другому поверсі, перш ніж переїхати в будинок для людей похилого віку в Літтлтоні, штат Массачусетс, коли їй було 109 років.
19 червня 2018 року Хазел Пламмер виповнилося 110 років, на той момент у неї було шість онуків та чотири правнуки.
30 грудня 2020 року у віці 112 років Хазел Пламмер отримала свою першу дозу вакцини проти Covid-19.
Її вік було підтверджено GRG 26 червня 2022 року. Була 6-ю найстарішою живою людиною у світовій історії після Марії Браньяс Морера, Фуси Тацумі, Едді Чекареллі, Томіко Ітоокі та Іна Канабарро Лукас.
Гейзел Пламмер померла 25 травня 2023 року в США, у віці 114 років, 340 днів, недожила всього 25 днів до свого 115-річчя.

## Рекорди довгожителя
- 12 січня 2023 року Хазел Пламмер увійшла до топ 100 найстаріших людей у світовій історії.
- На момент смерті вона була 73-ю найстарішою людиною у світовій історії